# موسى جاكوب ايزكيل
موسى جاكوب ايزكيل (بالإنجليزية: Moses Jacob Ezekiel)‏ هو نحات أمريكي، ولد في 28 أكتوبر 1844 في ريتشموند في الولايات المتحدة، وتوفي في 27 مارس 1917 في روما في إيطاليا.